# Kodeks Osuna

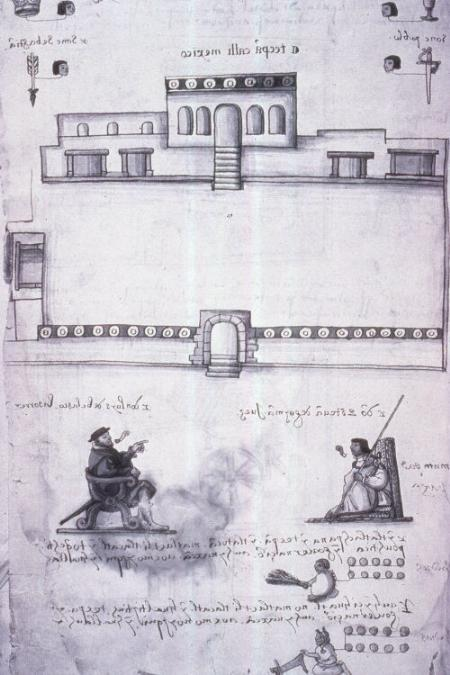
Strona z Kodeksu Osuna przedstawiająca rozmowę pomiędzy Estebanem de Guzman, miejscowym sędzią i wicekrólem Luis de Velasco.

Kodeks Osuna (hiszp. Códice Osuna, także Pintura del gobernador, alcaldes y regidores de México, dosł. Obraz gubernatora, burmistrzów i rządców Meksyku) – dokument zawierający informacje dotyczące społeczności azteckiej za czasów kolonialnych.
Kodeks Osuna został utworzony w pomiędzy styczniem a sierpniem 1565 roku. Pierwotnie był manuskryptem wyłącznie obrazkowym. W późniejszym czasie dodano do niego opisy w języku nahuatl i hiszpańskie tłumaczenie. Kodeks był krytyką na rządy wicekróla Luisa de Velasco urzędującego w latach 1563–1566 i jego administracji. Sporządzono go na zamówienie Jeronimo de Valderrama, autochtonicznego cabildo jednej z dzielnic miasta Tenochtitlán. Na całość rękopisu składa się siedem dokumentów mówiących o niepłaceniu miejscowych zarządców za rozmaite dobra i usługi wykonywane przez miejscowa ludność, włącznie z budynkami i pomocą domową. Opisany w nim spór był elementem szerszego konfliktu między lokalną administracją, a najwyższymi władzami kolonialnymi.
Kodeks Osuna opisuje również miejscową społeczność Huejytla, ich sytuację ekonomiczną pod zarządami administracji królewskiej oraz plan miasta. Można znaleźć w nim opis przędzenia i tkactwa azteckiego będącego pod hiszpańskimi nadzorem, a także opis wydarzeń, które miały miejsce w Tacuba, Meksyku i Tlatelolco. Znajduje się w nim wykaz nazw miast formalnie poddanych miastu – państwu Tacuba.
W warstwie piktograficznej kodeksu pojawiają się zarówno przedkolumbijskie tytuły szlacheckie, jak i nowe glify stworzone już po podboju Meksyku na oznaczenie władz kolonialnych: tytułów wicekróla i jego urzędników, a także ich imion zapisanych na sposób aztecki.
Faksymile kodeksu wraz z hiszpańskim tłumaczeniem opublikowano w 1878 roku, a reprodukcję tego wydania ponownie w 1947.

## Publikacje
- Cortés Alonso Vicenta, "Códice Osuna." Ministerstwo Edukacji, Madryt, 1993.
- Robertson,  Mexican Manuscript. Plate 33,  pp. 115-122.